# Holy (Justin Bieber)
Holy è un singolo del cantante canadese Justin Bieber, pubblicato il 18 settembre 2020 come primo estratto dal sesto album in studio Justice.

## Descrizione
Holy, che vede la partecipazione del rapper statunitense Chance the Rapper, è stato descritto musicalmente dalla critica specializzata come un brano appartenente alla musica cristiana contemporanea, al gospel e al pop.

## Video musicale
Il video musicale, diretto da Colin Tilley, è stato caricato attraverso il canale YouTube di Bieber in concomitanza con il lancio del singolo. Esso vede la partecipazione degli attori Wilmer Valderrama e Ryan Destiny.

## Tracce
Testi e musiche di Justin Bieber, Jonathan Bellion, Michael Pollack, Jorgen Odegard, Tommy Lee Brown, Chancelor Jonathan Bennett e Anthony M. Jones.
Download digitale
1. Holy (feat. Chance the Rapper) – 3:32

Download digitale – Acoustic
1. Holy (feat. Chance the Rapper) (Acoustic) – 3:25

## Formazione
Musicisti
- Justin Bieber – voce
- Chance the Rapper – voce aggiuntiva
- Jorden Odegard – programmazione, batteria, sintetizzatore, organo, cori
- Tommy Brown – basso
- Michael Pollack – pianoforte a coda, organo, cori
- Jon Bellion – percussioni, cori
- The Vocal Resource Group – cori
- Darian Elliott – cori
- Melodie Pace – cori
- Michael Bethany – cori
- Kirk Franklin – arrangiamento cori
- Scooter Braun – arrangiamento cori

Produzione
- Jorgen Odegard – produzione, assistenza all'ingegneria del suono
- Jon Bellion – produzione
- Tommy Brown – produzione aggiuntiva
- Franks – produzione aggiuntiva
- Josh Gudwin – ingegneria del suono
- Devin Nakao – ingegneria del suono
- John Arbuckle – assistenza all'ingegneria del suono
- Chris "Tek" O'Ryan – assistenza all'ingegneria del suono
- Josh Gudwin – missaggio
- Elijah Marrett-Hitch – assistenza al missaggio
- Michael Havens – registrazione cori
- Colin Leonard – mastering

## Successo commerciale
Nella Billboard Hot 100 statunitense il singolo ha esordito alla 3ª posizione, divenendo la ventesima top ten di Bieber che così facendo è diventato il ventesimo artista a raggiungere questo traguardo; ha segnato invece la terza top ten per Chance the Rapper. Nella sua prima settimana ha venduto 27 000 copie digitali, ha totalizzato 26 milioni di riproduzioni in streaming e ha acquisito un'audience radiofonica di 18,6 milioni.
Holy ha debuttato al 10º posto della Official Singles Chart britannica con 27 148 copie vendute, segnando l'esordio più alto della settimana nonché la ventunesima top ten di Bieber e la quinta per Chance the Rapper. Risultati eguagliati anche in Irlanda, con un esordio in 4ª posizione.
In Australia il singolo ha fatto il suo ingresso al 4º posto, diventando anche qui la ventunesima top ten di Bieber e la quinta per Chance the Rapper.

## Classifiche

### Classifiche settimanali
| Classifica (2020)     | Posizione massima |
| --------------------- | ----------------- |
| Argentina             | 68                |
| Australia             | 4                 |
| Austria               | 10                |
| Belgio (Fiandre)      | 19                |
| Belgio (Vallonia)     | 18                |
| Canada                | 1                 |
| Corea del Sud         | 101               |
| Croazia               | 9                 |
| Danimarca             | 7                 |
| Francia               | 125               |
| Germania              | 22                |
| Grecia                | 25                |
| Irlanda               | 2                 |
| Islanda               | 3                 |
| Italia                | 61                |
| Libano                | 11                |
| Lituania              | 25                |
| Malaysia              | 6                 |
| Norvegia              | 3                 |
| Nuova Zelanda         | 2                 |
| Paesi Bassi           | 5                 |
| Polonia               | 8                 |
| Portogallo            | 27                |
| Regno Unito           | 7                 |
| Repubblica Ceca       | 20                |
| Repubblica Dominicana | 21                |
| Romania               | 96                |
| Singapore             | 5                 |
| Slovacchia            | 12                |
| Spagna                | 62                |
| Stati Uniti           | 3                 |
| Svezia                | 5                 |
| Svizzera              | 10                |
| Ungheria              | 14                |

### Classifiche di fine anno
| Classifica (2020) | Posizione |
| ----------------- | --------- |
| Australia         | 81        |
| Canada            | 91        |
| Danimarca         | 112       |
| Islanda           | 59        |
| Paesi Bassi       | 63        |
| Ungheria          | 91        |
| Classifica (2021) | Posizione |
| Australia         | 58        |
| Canada            | 18        |
| Danimarca         | 48        |
| Nuova Zelanda     | 46        |
| Stati Uniti       | 35        |